# بخترية
بخترية قرية سوريّة تتبع إداريّاً لمحافظة حلب منطقة منبج ناحية أبو كهف، بلغ تعداد سكانها 144 نسمة حسب التعداد السكاني لعام 2004.